# 拉帕利亞山
46°13′33″N 10°46′24″E / 46.22576°N 10.77339°E
拉帕利亞山（義大利語：La Palla），是意大利的山峰，位於該國北部，由特倫蒂諾-上阿迪傑大區負責管轄，屬於阿達梅洛-普雷薩內拉阿爾卑斯山脈的一部分，海拔高度2,520米，每年平均降雨量1,357毫米。